# ゲッテル・ヤーニ

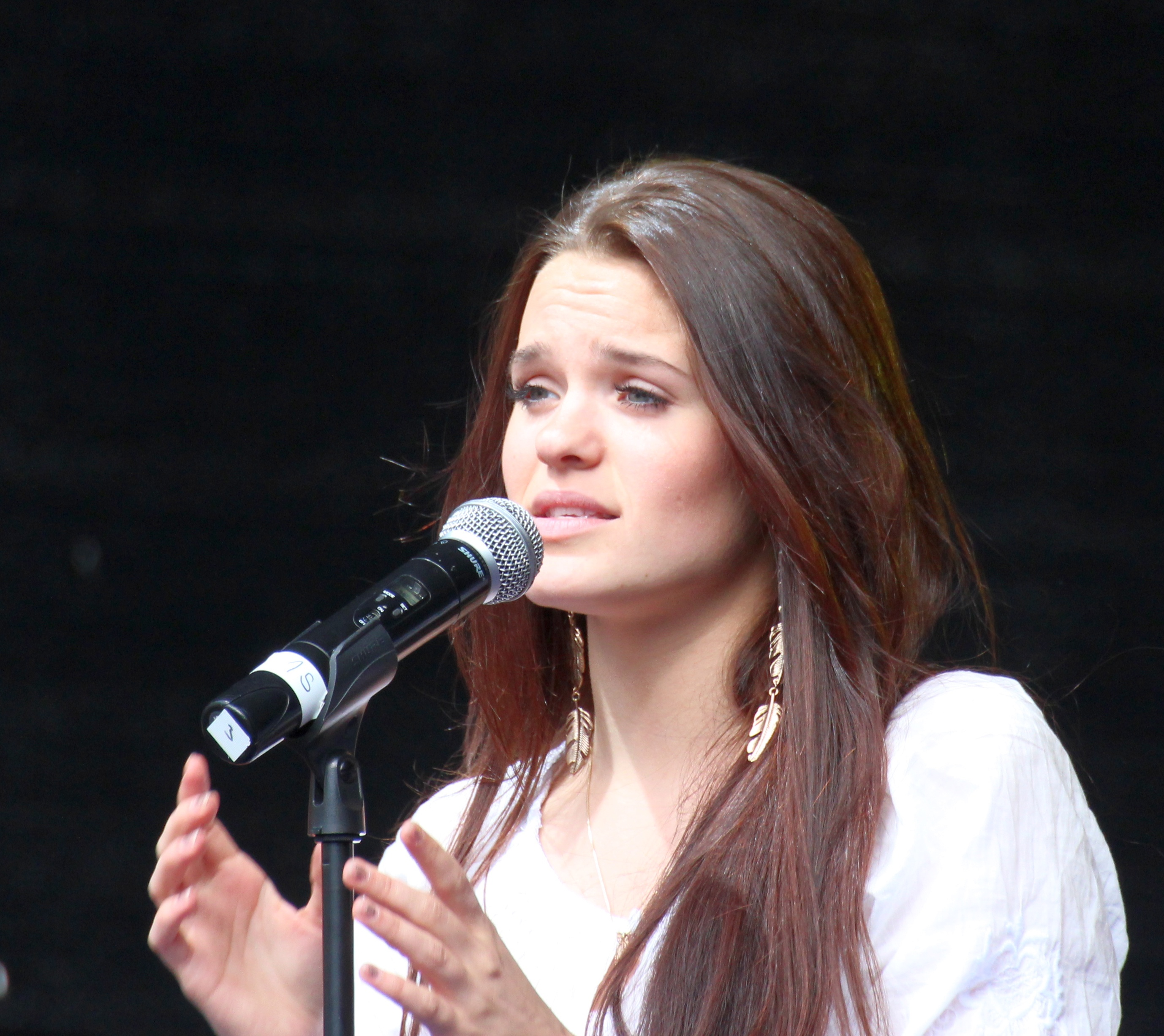
2012年

ゲッテル・ヤーニ（エストニア語:Getter Jaani、1993年2月3日 - ）は、エストニアの女優、ポップ歌手である。ユーロビジョン・ソング・コンテスト2011のエストニア代表に選ばれ、2011年5月にドイツのデュッセルドルフで行われる同大会にて「Rockefeller Street」を歌った。
2009年に「ポップアイドル」のエストニア版「Eesti otsib superstaari」に参加し、4位に入賞したことがきっかけとなり、2010年にはタリンにて『ハイスクール・ミュージカル』に出演、シャーペイ・エヴァンスを演じる。また、エストニア公共放送のテレビシリーズ「Riigimehed」にも出演する。
1993年に、タリンに生まれ、服飾スタイリストを目指して、職業訓練校に通う。また、芸術専門学校にて、演劇を学んでいる。

## ディスコグラフィー
- Parim Päev（2010年、Moonwalk）
- Rockefeller Street（2011年、Moonwalk）